# ارواخیل
ارواخیل، روستایی از توابع بخش رودپی شهرستان ساری در استان مازندران ایران است.

## جمعیت
این روستا در دهستان رودپی شرقی قرار داشته و براساس آخرین سرشماری مرکز آمار ایران که در سال ۱۳۸۵ صورت گرفته، جمعیت آن ۳۸۲نفر (۱۱۴خانوار) بوده‌است.